# Sibthorp-Fritillarie
Die Sibthorp-Fritillarie (Fritillaria sibthorpiana) ist eine Pflanzenart aus der Gattung Fritillaria innerhalb der Familie der Liliengewächse (Liliaceae).

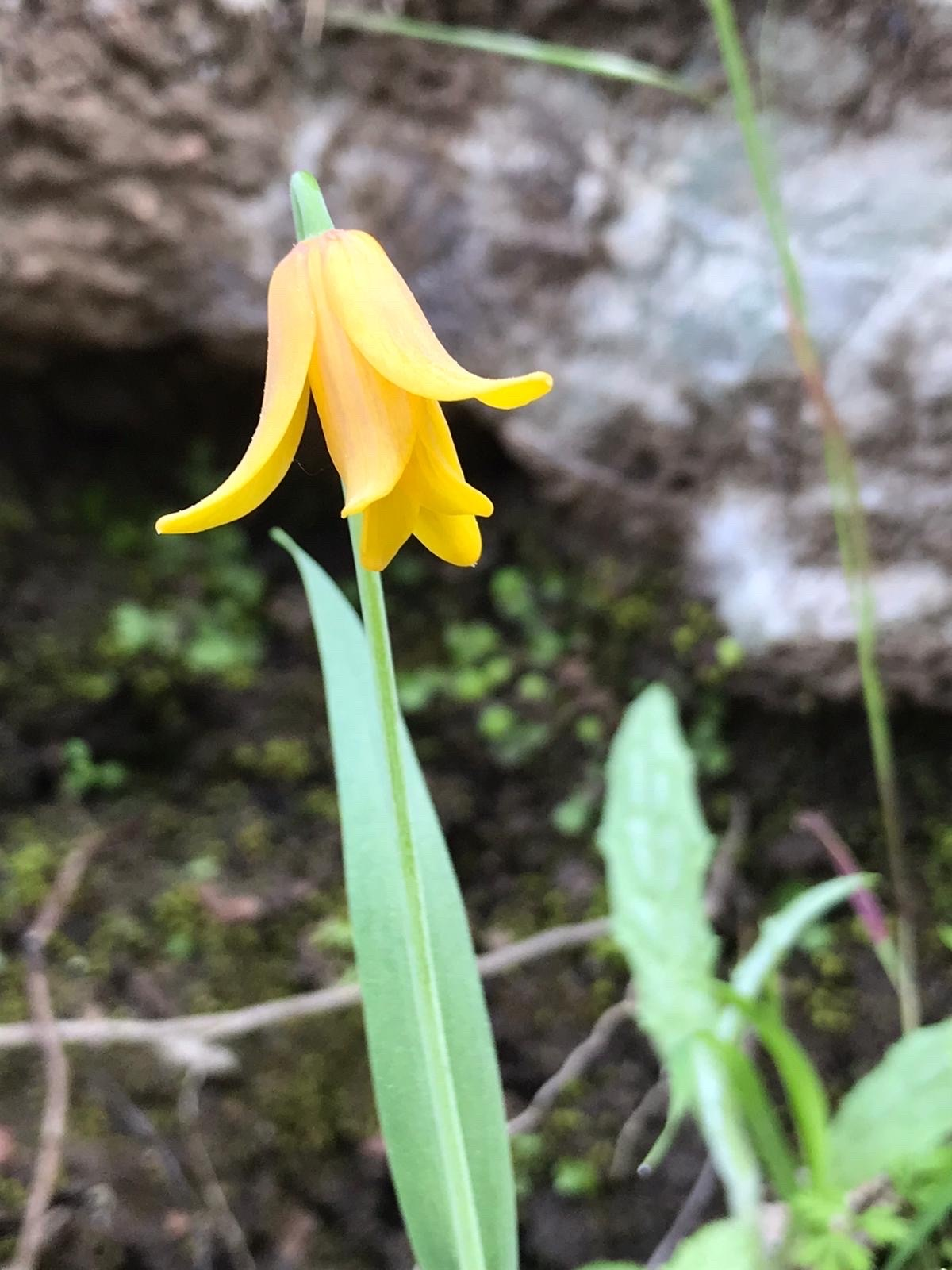
Blüte

## Merkmale
Die Sibthorp-Fritillarie ist eine ausdauernde krautige Zwiebelpflanze, die Wuchshöhen von 20 bis 30 Zentimeter erreicht. Die 2 bis 3 Blätter sind eiförmig-lanzettlich. Das unterste  misst 9 bis 17 × 1,4 bis 5 Zentimeter. Die Blüten sind einzeln
Die Perigonblätter sind 18 bis 22 Millimeter lang. Die inneren Perigonblätter sind 9 Millimeter breit, die äußeren 7 Millimeter.
Die Blütezeit liegt im April, selten dauert sie bis Mai.

## Vorkommen
Die Sibthorp-Fritillarie kommt in Griechenland in Symi und in der Südwest-Türkei vor. Sie wächst in Pinus brutia-Wäldern auf Kalk in Höhenlagen von 400 bis 1450 Meter.

## Taxonomie
Die Sibthorp-Fritillarie wurde 1809 von James Edward Smith in Florae Graecae Prodromus Band 1, Teil 2, Seite 229 als Tulipa sibthorpiana erstbeschrieben. Die Art wurde 1874 von John Gilbert Baker in Journal of the Linnean Society. Botany Band 14 Seite 275 als Fritillaria sibthorpiana (Sm.) Baker in die Gattung Fritillaria gestellt. Die Art ehrt den Mitverfasser John Sibthorp des Werks Florae Graecae Prodromus.

## Nutzung
Die Sibthorp-Fritillarie wird selten als Zierpflanze in Steingärten genutzt.

## Belege
- Eckehart J. Jäger, Friedrich Ebel, Peter Hanelt, Gerd K. Müller (Hrsg.): Rothmaler Exkursionsflora von Deutschland. Band 5: Krautige Zier- und Nutzpflanzen. Spektrum Akademischer Verlag, Berlin Heidelberg 2008, ISBN 978-3-8274-0918-8.